# Pedro Acedo Penco
Pedro Acedo Penco (Hornachos, Badajoz; 1 de febrero de 1955) es un político español, alcalde de Mérida entre 1995 y 2007 y entre 2011 y 2015, y diputado por Badajoz en el Congreso durante la XII legislatura.

## Trayectoria
Nacido en Hornachos, vivió en Barcelona, Madrid y Burgos, aunque su vida ha transcurrido principalmente en Mérida. Empresario dedicado a la publicidad de vallas y carteles, en 1988 accedió al Ayuntamiento de Mérida como concejal independiente en las listas de Alianza Popular. Entre 1988 y 1990 estuvo al frente de la Asociación Extremeña de Radiodifusión. En 1991 se presenta por primera vez como candidato del PP a la alcaldía de Mérida, siendo derrotado por el entonces alcalde y candidato del PSOE Antonio Vélez Sánchez. Sin embargo, en 1995 gana los comicios municipales por mayoría simple y es proclamado nuevo alcalde de Mérida. En 1999 consigue la mayoría absoluta, que repite en 2003. 
En 2004 fue propuesto para encabezar las listas del PP al Senado por Badajoz, pero se eligió finalmente a Miguel Celdrán, alcalde de Badajoz. En diciembre de 2006 confirma que no se presenta a la reelección en las elecciones de mayo de 2007, siendo candidata de su partido Pilar Vargas. En dichos comicios, el PP pierde el ayuntamiento en beneficio del PSOE y Acedo abandona la alcaldía. En 2008 se presentó su candidatura a la presidencia del PP de Extremadura, pero se retira el día antes del congreso autonómico. En la actualidad, es Presidente Local del PP de Mérida y alcalde de la ciudad después de conseguir la mayoría absoluta con 13 concejales en las pasadas elecciones municipales del 22 de mayo de 2011, ostentando el cargo hasta su derrota el 24 de mayo de 2015.